# Fútbol Club Santiago de Cuba
Il Fútbol Club Santiago de Cuba (o FC Santiago de Cuba) è una squadra di calcio cubana di Santiago. È affiliato alla Federazione calcistica di Cuba e gioca nella Zona Orientale della massima divisione del Campionato cubano.

## Palmarès

### Competizioni nazionali
- Campionato cubano: 3

2017, 2018, 2019